# Степанков, Константин Петрович
Константи́н Петро́вич Степанко́в (укр. Костянтин Петрович Степанков; настоящая фамилия — Волощук; 3 июня 1928 — 22 июля 2004) — советский и украинский актёр театра и кино, педагог. Народный артист СССР (1977). Лауреат премии Ленинского комсомола (1974) и Государственной премии Украины им. А. Довженко (2003).

## Биография
Константин Степанков родился 3 июня (по другим источникам — 3 июля) 1928 года в селе Печески (ныне Хмельницкого района Хмельницкой области Украины).
Отец актёра, Пётр Семёнович Волощук, был священником, репрессирован и погиб. Фамилия Степанков образована от девичьей фамилии матери, Евгении Васильевны Степанко. Два брата Константина Петровича погибли: младший Георгий - во время Голодомора 1933 года, а старший Игорь - во время Второй мировой войны в рядах УПА.
После школы два года учился в Уманском сельскохозяйственном институте, затем поступил в Киевский институт театрального искусства им. И. Карпенко-Карого (ныне Киевский национальный университет театра, кино и телевидения имени И. К. Карпенко-Карого) (мастерская А. М. Бучмы), который окончил в 1953 году.
С 1955 года — актёр Киевского украинского драматического театра им. И. Франко, с 1968 — Киностудии им. А. Довженко (Киев).
Исполнил более 100 ролей в театре и кино. Наиболее известные роли в фильмах «Как закалялась сталь», «Захар Беркут», «Дума о Ковпаке», «Белая птица с чёрной отметиной», «Легенда о княгине Ольге» и другие.
В 1979 году был в составе жюри IX Московского международного кинофестиваля.
Член Союза кинематографистов Украинской ССР.
С 1953 года (с перерывами) — педагог и руководитель мастерской кафедры актёрского мастерства Киевского института театрального искусства им. И. Карпенко-Карого.
С 1998 года — преподаватель на кафедре режиссуры телевидения в Киевском университете культуры и искусств.
В последние годы предпочитал жить не в киевской квартире, а в селе Жеребятин Бориспольского района Киевской области, где находился Дом актёра.
Умер 22 июля 2004 года в Киеве. Похоронен в селе Жеребятин под Киевом.

### Семья
- Жена — Ада Николаевна Роговцева (род. 1937), актриса. Народная артистка СССР (1978).
  - Сын — Константин Степанков (1962—2012[5]), актёр, режиссёр театра и кино, участвовал в ликвидации последствий аварии на Чернобыльской АЭС, позднее работал в Международной академии экологии. Жена — балетмейстер Ольга Семешкина.
  - Дочь — Екатерина Степанкова (род. 1972), актриса Театра Романа Виктюка (Москва), театральный режиссёр-постановщик Киевской академической мастерской театрального искусства «Созвездие». Заслуженный деятель искусств Украины (2017)

## Награды и звания
- Народный артист Украинской ССР (1974)
- Народный артист СССР (1977)
- Премия Ленинского комсомола (1974) — за исполнение роли Фёдора Жухрая в фильме «Как закалялась сталь» (1973)
- Государственная премия Украины имени Александра Довженко (2003) — за большой вклад в развитие отечественного киноискусства
- Орден Октябрьской Революции (1976)
- Орден «За заслуги» III степени (1998)[6].
- Орден «За заслуги» II степени (2003)[7]
- Премия имени Л. Ф. Быкова (№ 1, 1998)
- Золотая медаль имени А. П. Довженко (1977) — за исполнение роли С. А. Ковпака в фильме «Дума о Ковпаке».
- Специальный приз кинофестиваля «Стожары» за весомый вклад в киноискусство (1995)

## Творчество

### Роли в театре
- «Король Лир» У. Шекспира — Эдгар
- «Уриэль Акоста» К. Ф. Гуцкова — Ди Салтос
- «Патетическая соната» Н. Г. Кулиша — Андре Пероцкий

### Роли в кино
1. 1956 — Павел Корчагин — секретарь губкома РКП(б) Аким
2. 1957 — Дорогой ценой — эпизод (нет в титрах)
3. 1957 — Рождённые бурей — националист
4. 1958 — Флаги на башнях — преподаватель
5. 1959 — Солдатка — Николай
6. 1961 — Украинская рапсодия — Отто Пауль
7. 1962 — Молчат только статуи — Коста
8. 1963 — Серебряный тренер — итальянский чиновник
9. 1964 — Сон — Иван Сошенко
10. 1965 — Гадюка — Понизовский
11. 1965 — Проверено — мин нет — Пауль
12. 1965 — Нет неизвестных солдат — раненый
13. 1967 — Десятый шаг — Хмара, атаман
14. 1967 — На Киевском направлении — генерал Кирпонос
15. 1968 — Аннычка — Василь Кметь
16. 1968 — Каменный крест — Михайло, крестьянин
17. 1968 — Разведчики — Миклош Габор
18. 1969 — Комиссары — Фёдор Лобачёв
19. 1970 — Дума о Британке — комиссар
20. 1970 — Тяжёлый колос — Дьяченко
21. 1970 — Белая птица с чёрной отметиной — «Зозуля», юродивый
22. 1970 — Путь к сердцу — Джон Берроуз
23. 1971 — Семья Коцюбинских — Петлюра
24. 1971 — Захар Беркут — Тугар Волк, боярин
25. 1971 — Золотые литавры — скульптор
26. 1971 — Поезд в далёкий август — Рудько, рядовой
27. 1971 — Иду к тебе… — радикал / мессия
28. 1972 — Адрес вашего дома — слепой артиллерист
29. 1972 — Димка (короткометражный) — Фаддей Яковлевич, машинист паровоза
30. 1972 — Юлька — педагог
31. 1972 — Длинная дорога в короткий день — Шарп
32. 1972 — Ночной мотоциклист — Резник
33. 1972 — Включите северное сияние — Степан Васильевич, папа Наташи и Лёни
34. 1972 — Случайный адрес — Чиряев, тренер
35. 1972 — Здесь нам жить — Мирон Коваль
36. 1973 — Второе дыхание — Василий Максимович Черемашко
37. 1973 — Будни уголовного розыска — Дмитрий Николаевич Панасюк
38. 1973 — Дед левого крайнего — Константин Бессараб
39. 1973 — Как закалялась сталь — Фёдор Жухрай
40. 1973 — Старая крепость — учитель
41. 1973—1976 — Дума о Ковпаке — Сидор Артемьевич Ковпак
42. 1973 — Когда человек улыбнулся — главврач
43. 1974 — Гуси-лебеди летят — член комиссии
44. 1974 — Марина — Афанасий
45. 1975 — Побег из дворца — учитель
46. 1975 — Среди лета — Владимир Рубан
47. 1977 — Гарантирую жизнь — Буров
48. 1977 — Талант — Макаров
49. 1977 — Солдатки — Степаныч
50. 1977 — Ненависть — Ставрогин
51. 1977 — Свидетельство о бедности — Макеев
52. 1977 — Весь мир в глазах твоих… — отец Веры
53. 1977 — Повесть об абхазском парне — Фаворов, майор
54. 1977 — Право на любовь — Василий Камышин
55. 1978 — Жнецы — Фомичёв
56. 1978 — Искупление чужих грехов — отец Урбанич
57. 1978 — Море — Виктор Сергеевич Галузо
58. 1978 — Голубые молнии — Луценко
59. 1979 — Вавилон XX — Кондрат Бубела, кулак
60. 1979 — Забудьте слово «смерть» — Кикоть, атаман
61. 1979 — Ты только не плачь — тренер
62. 1979 — Я буду ждать... — отец Никиты Воронова
63. 1979 — Киевские встречи (новелла «Остановись, мгновенье…») — Иван
64. 1980 — Красное поле — дед Степана
65. 1980 — Овод — австрийский полковник
66. 1980 — Дударики — цыган
67. 1980 — Алые погоны — майор
68. 1980 — Платон мне друг — Валентин Жулай
69. 1981 — Под свист пуль — Ганжа
70. 1981 — Долгий путь в лабиринте — Ящук
71. 1981 — Колесо истории — Якименко
72. 1981 — Ярослав Мудрый — князь Мстислав
73. 1982 — Казачья застава — Парамон
74. 1982 — Высокий перевал — Илько Петрин
75. 1982 — Преодоление — митингующий
76. 1982 — Если враг не сдаётся… — эпизод
77. 1983 — Вечера на хуторе близ Диканьки — Басаврюк
78. 1983 — Долгое эхо — Степан Валентинович Прищепа
79. 1983 — Легенда о княгине Ольге — воевода Свенельд
80. 1983 — Провал операции «Большая Медведица» — Шкандыба
81. 1984 — Климко — шахтёр
82. 1984 — Приказано взять живым — Гуров, комендант участка
83. 1984 — Володькина жизнь — Клименко, капитан
84. 1984 — Твоё мирное небо — Глазовой, конструктор
85. 1984 — У призраков в плену — Павел Андреевич
86. 1984 — Что у Сеньки было — председатель
87. 1985 — Искушение Дон-Жуана — де Фоско
88. 1985 — Пароль знали двое — генерал Кутепов
89. 1985 — Говорящий родник — Быстров
90. 1985 — Битва за Москву — генерал Панфилов
91. 1985 — Подвиг Одессы — полковник Я. И. Осипов
92. 1985 — Кармелюк — Иосиф
93. 1985 — Мужчины есть мужчины — дедушка Вити «Пеле»
94. 1986 — Мама, родная, любимая… — директор школы
95. 1986 — И в звуках память отзовётся… — Созонт
96. 1986 — На острие меча — Михаил Петрович Нечипоренко
97. 1986 — Повод — Примак
98. 1987 — Государственная граница. Фильм 6-й: За порогом победы — Опанас Иванович Тарасюк, отец Кристины и Марыли
99. 1987 — Золотая свадьба — отец Марко
100. 1988 — Ашик-Кериб — учитель
101. 1988 — Каменная душа — старый опришок
102. 1988 — Горы дымят — Вавжак
103. 1988 — Как мужчины о женщинах говорили — вуйко Юрко
104. 1988 — Штормовое предупреждение — Романюк
105. 1989 — Перед рассветом — Неволин
106. 1989 — Этюды о Врубеле — доктор
107. 1989 — Войди в каждый дом — Бахолдин
108. 1989 — За пределами боли — Штранцингер
109. 1990 — Небылицы про Ивана — обедневший граф
110. 1991 — Ры-ча-ги (короткометражный) — Коноплёв
111. 1991 — Грех — Середчук-старший
112. 1991 — Карпатское золото — священник
113. 1991 — Чудо в краю забвения — Иван Скиба, сотник
114. 1991 — Капитан Крокус и тайна маленьких заговорщиков — капитан Крокус
115. 1992 — Господи, прости нас, грешных
116. 1992 — Вишнёвые ночи — Сикорский
117. 1992 — Четыре листа фанеры — отец Богдана Мазепы
118. 1993 — Гетманские клейноды — Влас
119. 1993 — Западня — Брыкальский
120. 1993 — Обет
121. 1993 — Секретный эшелон — отец спасённой девушки
122. 1994 — Перед рассветом / Pered rassvetom
123. 1994 — Притча про светлицу
124. 1995 — Объект «Джей»
125. 1995 — Остров любви (Фильм № 6. «Дьяволица») — дед
126. 1996 — Юденкрайс, или Вечное колесо — Коваль
127. 1996 — Спасибо за то, что ты есть...
128. 1997 — Роксолана — султан Селим I, отец Сулеймана
129. 1998 — Две луны, три солнца — незнакомец, посланец с Кавказа
130. 1999 — Как кузнец счастье искал — старый казак / дед / лесной Хозяин
131. 2001 — Молитва о гетмане Мазепе — вожак вольной воли
132. 2002 — Тайна Чингисхана — старый музыкант
133. 2003 — Завтра будет завтра — «дядя Лёня», криминальный авторитет
134. 2004 — Панна (короткометражный) — отец (последняя роль в кино)

### Телеспектакли
- 1965 — Фауст и смерть
- 1966 — Почему улыбались звёзды — Тимофей
- 1968 — В воскресенье рано зелье собирала
- 1980 — Заключённый Второй авеню — Мэл Эдисон

#### Озвучивание
- 1972 — Наперекор всему — владыка Пётр I
- 1972 — Ждём тебя, парень — Кулдашев
- 1973 — Тёплый хлеб (мультипликационный)
- 1979 — Расколотое небо — голос за кадром
- 1984 — Как было написано первое письмо (мультипликационный) — голос за кадром

#### Архивные кадры
- 2000 — Вечный крест (Украина, документальный)
- 2007 — Ада Роговцева. «Я умерла вместе с ним» (документальный)

### Документальные фильмы
- 2008 — „Голый король“ Константина Степанкова / „Голий король“ Костянтина Степанкова (укр.), режиссёр Пётр Мироненко, Первый национальный канал (Украина)
- 2010 — Константин Степанков. Воспоминания после жизни (режиссёр В. Олендер)